# Левурда
Левурдата (Allium ursinum L.), наричана още мечи лук, див чесън, див лук и чремош, е многогодишно луковично растение.

## Произход на названието
Понятието „левурда“ произлиза от румънската дума „leurdă“, чийто произход е спорен, навярно пренесен от албански (hudërë) или от гръцката дума „λεβυρήδης“ със суфикс – idă. Названието „мечи лук“ е всеобщо за голяма част от индоевропейските езици. Твърди се, че е произлязло от факта, че мечките консумират растението след зимен сън.
Старобългарската дума чрѣмошъ е употребена за първи път в глаголическия ръкопис „Псалтир на Димитър Олтарник“. Българският ботаник д-р Д. Георгиев свързва етимологията на думата с употребата на дивия чесън за лечение на циреи.
Допълнителни сведения по етимологията на „чремош“ дава и унгарският лингвист Maria Magdolna Tatar.

## Описание
Левурдата е многогодишно тревисто, луковично растение, разпространено в Европа. Стъблото достига 15-40 см и расте между 800-1400 метра надморска височина. Тя има дълги, зелени и широки листа, подземно стебло, луковица. Намира се в планински и широколистни гори, в богати на хумус почви. Може да се отглежда както в градината, така и вкъщи на балкона. Размножава се със семена или с луковици.
- Поляна с левурда
- Поляна с Левурда в Стара планина